# Голубівське (село)
Голубі́вське — село в Україні, у Юр'ївській селищній громаді Павлоградського району Дніпропетровської області. До 2017 орган місцевого самоврядування - Преображенська сільська рада. Населення за переписом 2001 року становить 11 осіб.

## Географія
Село Голубівське примикає до села Білозерське, на відстані 1,5 км знаходиться село Святотроїцьке. По селу протікає пересихаючий струмок з загатою.

## Історія
12 червня 2020 року, відповідно до розпорядження Кабінету Міністрів України № 709-р «Про визначення адміністративних центрів та затвердження територій територіальних громад Дніпропетровської області», увійшло до складу Юр'ївської селищної громади.
19 липня 2020 року, в результаті адміністративно-територіальної реформи та ліквідації Юр'ївського району, село увійшло до складу Павлоградського району.

## Інтернет-посилання
- Погода в селі Голубівське [Архівовано 21 грудня 2011 у Wayback Machine.]